# Concepción Gimeno Gracia
Concepción Gimeno Gracia (Zaragoza, 1967) es una jueza y magistrada española. Desde el 16 de febrero de 2024 ejerce el cargo de Justicia de Aragón.
Gimeno ha ejercido durante treinta años en distintas jurisdicciones judiciales, siendo titular de un juzgado de lo contencioso-administrativo desde el 2005 en Zaragoza y fue portavoz de la asociación Juezas y Jueces para la Democracia en Aragón. Pese a su vinculación con esta asociación de carácter progresista, firmó algunas sentencias contra iniciativas del Ayuntamiento de Zaragoza cuando era alcalde Pedro Santisteve de Zaragoza en Común, como la que impidió el cambio de nombre del Pabellón Príncipe Felipe.

## Justicia de Aragón
A finales de 2023 se anunció que el PP y el PSOE habían llegado a un acuerdo para nombrarla Justicia de Aragón en sustitución de Ángel Dolado, quien había renunciado al cargo en junio de ese año, habiendo ejercido como Justicia en funciones el lugarteniente Javier Hernández.
Juró su cargo el 16 de febrero de 2024 en el Salón del Trono del Palacio de la Aljaferia donde declaró como principal objetivo la defensa de los derechos individuales y colectivos de los ciudadanos y acentuó sobre su intención de intentar actuar en la situación de los médicos rurales.